# Kudoa lutjanus
Kudoa lutjanus is een microscopische parasiet uit de familie Kudoidae. Kudoa lutjanus werd in 2005 beschreven door Wang, Huang, Tsai, Cheng, Tsai, Chen, Chen, Chiu, Liaw, Chang & Chen. 